# Norwood (Massachusetts)
Pour les articles homonymes, voir Norwood.
Norwood est une ville américaine située dans le Comté de Norfolk dans l'Etat du Massachusetts. En 2010, sa population était de 30 602 habitants.

## Source de la traduction
- (en) Cet article est partiellement ou en totalité issu de l’article de Wikipédia en anglais intitulé « Norwood, Massachusetts » (voir la liste des auteurs).